# 조지 우드브리지
조지 우드브리지(영어: George Woodbridge, 1907년 2월 16일 ~ 1973년 3월 31일)는 20세기 잉글랜드 출신의 배우이다. 주로 괴기 공포 영화에서 여관주인, 경찰관 역을 했다.

## 출연 작품
- 둠워치 (1972)
- 데이빗 코퍼필드 (1970)
- 사녀 드라큐라 (1966)
- 드라큐라 - 어둠의 왕자 (1966)
- 늑대인간의 저주 (1961)
- 미이라 (1959)
- 프랑켄슈타인의 복수 (1958)
- 괴인 드라큐라 (1958)
- 뉴욕의 왕 (1957)
- 리차드 3세 (1956)
- 디즈니랜드 (1954)
- 인스펙터 콜스 (1954)
- 흑장미 (1950)
- 탈출 (1948)
- 몰락한 우상 (1948)
- 철부지 아가씨의 첩보작전 (1946)
- 녹색의 공포 (1946)